# Dealer Connection – Die Straße des Heroins
Dealer Connection – Die Straße des Heroins (Originaltitel: La via della droga) ist ein 1977 veröffentlichter Poliziottesco mit Fabio Testi und David Hemmings in den Hauptrollen von dem Regisseur Enzo G. Castellari. Der Film konnte an die Erfolge seines Vorgängers Racket – Bei Anruf Mord nicht anknüpfen. Am 7. März 1980 lief der Film in Kinos des deutschsprachigen Raumes an.

## Handlung
Die Brennpunkte des internationalen Drogenhandels sind New York, Hong Kong, Amsterdam und Cartagena in Kolumbien. Doch Rom ist zu einem wichtigen Drehkreuz aufgestiegen. Interpol schickt den Kommissar Mike Hamilton nach Rom. Hamilton beauftragt Fabio als verdeckter Ermittler zu arbeiten. Fabio wird in das Drogenmilieu von Rom eingeschleust. Hier stößt Fabio auf das Elend der Drogensüchtigen, skrupellose Dealer und esoterische Sekten. Dabei gelingt es ihm in der Hierarchie aufzusteigen. So lernt er nach und nach die wichtigen Leute des Milieus kennen. Um ein vollwertiges Mitglied der organisierten Kriminalität von Rom zu werden, nimmt Fabio an einem fingierten Überfall auf die Polizei in Rom teil. Dabei gelingt es, die auf dem Polizeirevier aufbewahrten Beständen an Kokain zu rauben. In der Folge kann Fabio die geheimen Produktionsstätten der Drogen aufspüren. Das Verbrechersyndikat bemerkt den Verrat und jagt nun Fabio. Fabio gelingt es, mehrere Gangster in einer U-Bahn-Station zu erledigen. Der Chef des Syndikats will per Flugzeug außer Landes fliehen. Fabio verfolgt ihn in einem Flugzeug. Nach einem Luftkampf stürzt das Flugzeug des Gangsterbosses ab.

## Wissenswertes
- Die Verfolgungsjagd in Rom wurde in den antiken Caracalla-Thermen gedreht.
- Am Anfang des Films hat Enzo G. Castellari, wie in fast allen seinen Filmen üblich, in mehreren Szenen einen Cameo-Auftritt.

## Kritik
„[G]uter und spannender Actionkrimi von Enzo G. Castellari, der auch nach all den Jahren noch unterhält.“

„Der Regisseur weiß was er kann und deshalb macht sich auch bei der Betrachtung des gelungenen Werkes schnell Unterhaltung breit. … Heftiges Dampfhammerkino, welches nur dem Zeitgeist ein wenig Bauchschmerzen bereitet.“

„Ernste Aspekte der Drogenproblematik wie Abhängigkeit, Erpressung, Zwang zur Prostitution werden dabei nur am Rande reichlich larmoyant und ungeschickt abgehakt, um dann allein den Actionselementen Platz zu machen.“

„Der Film von Castellari bietet nicht nur Stars wie David Hemmings und Fabio Testi auf, sondern auch eine unglaubliche Raumexposition. Bevor der Film endlich an dem Ort ist, wo eigentlich der Hauptteil spielt: in Rom, gibt es Sekundentrips nach Cartagena (Kolumbien), Hongkong, Amsterdam und New York...Dabei gewinnt man manchmal den Eindruck, Regisseur Castellari würde es weniger um Heroin als um zahlreiche Stunts mit Motorrädern und Flugzeugen gehen.“

„Rom versinkt in Kriminalität, Gewalt und Chaos. Doch zwei Polizisten arbeiten am Rande der Legalität um die Probleme zu lösen. Der Film läßt kaum Verschnaufpausen übrig, um auf das unausweichliche Finale zwischen Gut und Böse zuzusteuern.“